# Stadion Ference Puskáse
Stadion Ference Puskáse (též Népstadion (Lidový stadion) či Puskás Ferenc Stadion) byl víceúčelový stadion sloužící zejména pro fotbal a atletiku v Budapešti. Pojal 38 652 diváků. Stadion byl v roce 2016 uzavřen a v roce 2017 zbořen, aby zde bylo možné postavit Puskás Arénu. Tato fotbalová aréna pro 67 tisíc diváků má být otevřena v listopadu 2019.

## Historie
První plán národního stadionu byl vypracován již v roce 1896, kdy existovaly šance, že Budapešť bude hostit první moderní olympijské hry. V roce 1911 byla Budapešť jedním z kandidátských měst, která chtěla hostit Letní olympijské hry 1920. Po porážce Rakousko-Uherska v první světové válce však byla olympiáda udělena Antverpám. V roce 1924 vláda uložila sportovní daň, která měla být použita pro výstavbu nového národního stadionu, ale nakonec tyto peníze nebyly použity na výstavbu.
Stadion byl postaven v letech 1948 až 1953 za použití velkého počtu dobrovolníků, včetně vojáků. Byl otevřen 20. srpna 1953 jako Népstadion (“lidový stadion”) při zápasu mezi Budapest Honvéd FC a Spartak Moskva. Na mezinárodním zápase dne 16. října 1955 mezi Maďarskou fotbalovou reprezentaci a Rakouskou fotbalovou reprezentaci zde bylo 104 000 diváků, což je největší počet diváků v Népstadionu.
Britská rocková skupina Queen zde hrála 27. července 1986 jako součást jejich Magic Tour a byl to z prvních velkých koncertů pod širým nebem významné západní hudební skupiny v bývalém východním bloku. Jejich vystoupení bylo částečně vydáno na albu Live Magic.
V roce 2002 byl stadion přejmenován na počest slavného maďarského fotbalisty Ference Puskáse.
Od konce roku 2011 se snažili vybudovat nový a modernější stadion. V březnu 2012 premiér Viktor Orbán oznámil, že by měla být vytvořena nová scéna s kapacitou přibližně pro 65 000 diváků. Kromě toho se celá oblast kolem stadionu má rozšířit na větší sportovní areál. Dne 5. října 2015 byl stadion oficiálně uzavřen. Nakonec se odehrálo několik přátelských utkání v širokém kruhu. Kromě derby Ferencvárosi TC a Vasas SC a také Újpest FC a Budapest Honvéd FC se zde utkaly také týmy herců, novinářů, vinařů, autorů, právníků a lékařů. Návštěvníci měli volný vstup na akci. Demolice stadionu začala v březnu 2016 a byla dokončena v srpnu téhož roku.
Stadion byl také použit při Mistrovství Evropy v basketbalu mužů 1955, konalo se zde Mistrovství Evropy v atletice 1966 a Mistrovství Evropy v atletice 1998 a byl hlavním stadionem při Letní univerziády v roce 1965.